# Dan Mori
Dan Mori (Hebreeuws: דן מורי, geboren als Dean (Din) Mori, דין מורי) (Tel Aviv, 8 november 1988) is een Israëlisch voetballer die als verdediger speelt.

## Clubcarrière
Mori begon zijn loopbaan bij Bnei Jehoeda Tel Aviv en tekende in augustus 2012 na een stage een contract voor drie seizoenen bij SBV Vitesse. Op 16 september 2012 maakte Mori zijn debuut voor Vitesse in de wedstrijd tegen FC Groningen; in de 34ste minuut verving hij Davy Pröpper.
Op 5 januari 2014 werd bekend dat Dan Mori niet met de spelersselectie mee mocht naar een trainingskamp in de Verenigde Arabische Emiraten. Vanwege zijn Israëlische paspoort mocht hij dat land namelijk niet in. Na veel commotie in binnen- en buitenland bood Vitesse excuses aan over de affaire.
Na het aflopen van zijn contract bij Vitesse keerde Mori terug naar Bnei Jehoeda Tel Aviv. In juni 2016 tekende hij een tweejarig contract bij Beitar Jerusalem. In augustus 2017 keerde hij terug bij Bnei Jehoeda Tel Aviv.

## Interlandcarrière
Mori werd in augustus 2009 voor het eerst opgeroepen voor het Israëlisch voetbalelftal. In de 71ste minuut verving hij Avi Strool. Na twee interlands werd Mori twee jaar lang niet opgenomen in de nationale selectie, tot het begin van het seizoen 2011/12. Na vijf interlands gespeeld te hebben in 2012, waaronder drie kwalificatiewedstrijden voor het wereldkampioenschap voetbal 2014, werd hij niet meer opgeroepen. De oefeninterland in november 2012 tegen Wit-Rusland is – vooralsnog – de laatste interland van Mori.

## Trivia
In de zomer van de 2011 veranderde Mori zijn voornaam van Din naar Dan, omdat Din een negatieve betekenis heeft in het Hebreeuws.

## Clubstatistieken
| Seizoen         | Club                  |                    | Competitie      | Competitie | Competitie | Beker | Beker | Internationaal | Internationaal | Overig | Overig | Totaal | Totaal |
| Seizoen         | Club                  | Duels              | Competitie      | Goals      | Duels      | Goals | Duels | Goals          | Duels          | Goals  | Duels  | Goals  |        |
| --------------- | --------------------- | ------------------ | --------------- | ---------- | ---------- | ----- | ----- | -------------- | -------------- | ------ | ------ | ------ | ------ |
| 2006/07         | Bnei Jehoeda Tel Aviv | Vlag van Israël    | Ligat Ha'Al     | 1          | 0          | 0     | 0     | 0              | 0              | 0      | 0      | 1      | 0      |
| 2007/08         | Bnei Jehoeda Tel Aviv | Vlag van Israël    | Ligat Ha'Al     | 0          | 0          | 1     | 0     | 0              | 0              | 0      | 0      | 1      | 0      |
| 2008/09         | Bnei Jehoeda Tel Aviv | Vlag van Israël    | Ligat Ha'Al     | 32         | 1          | 0     | 0     | 0              | 0              | 0      | 0      | 32     | 1      |
| 2009/10         | Bnei Jehoeda Tel Aviv | Vlag van Israël    | Ligat Ha'Al     | 31         | 1          | 0     | 0     | 7              | 2              | 0      | 0      | 38     | 3      |
| 2010/11         | Bnei Jehoeda Tel Aviv | Vlag van Israël    | Ligat Ha'Al     | 26         | 0          | 0     | 0     | 2              | 0              | 0      | 0      | 28     | 0      |
| 2011/12         | Bnei Jehoeda Tel Aviv | Vlag van Israël    | Ligat Ha'Al     | 33         | 3          | 0     | 0     | 4              | 0              | 0      | 0      | 37     | 3      |
| 2012/13         | Bnei Jehoeda Tel Aviv | Vlag van Israël    | Ligat Ha'Al     | 0          | 0          | 0     | 0     | 3              | 0              | 0      | 0      | 3      | 0      |
| 2012/13         | Vitesse               | Vlag van Nederland | Eredivisie      | 6          | 0          | 2     | 0     | 0              | 0              | 0      | 0      | 8      | 0      |
| 2013/14         | Vitesse               | Vlag van Nederland | Eredivisie      | 4          | 1          | 3     | 0     | 0              | 0              | 2      | 0      | 9      | 1      |
| 2014/15         | Vitesse               | Vlag van Nederland | Eredivisie      | 6          | 0          | 1     | 0     | 0              | 0              | 1      | 0      | 8      | 0      |
| 2015/16         | Bnei Jehoeda Tel Aviv | Vlag van Israël    | Ligat Ha'Al     | 20         | 1          | 2     | 0     | 0              | 0              | 0      | 0      | 22     | 1      |
| 2016/17         | Beitar Jerusalem      | Vlag van Israël    | Ligat Ha'Al     | 29         | 0          | 5     | 0     | 8              | 0              | 0      | 0      | 42     | 0      |
| 2017/18         | Beitar Jerusalem      | Vlag van Israël    | Ligat Ha'Al     | 0          | 0          | 0     | 0     | 4              | 0              | 0      | 0      | 4      | 0      |
| 2017/18         | Bnei Jehoeda Tel Aviv | Vlag van Israël    | Ligat Ha'Al     | 24         | 1          | 1     | 0     | 0              | 0              | 0      | 0      | 25     | 1      |
| 2018/19         | Bnei Jehoeda Tel Aviv | Vlag van Israël    | Ligat Ha'Al     | 31         | 0          | 5     | 0     | 0              | 0              | 0      | 0      | 36     | 0      |
| 2019/20         | Bnei Jehoeda Tel Aviv | Vlag van Israël    | Ligat Ha'Al     | 32         | 1          | 4     | 0     | 4              | 0              | 1      | 0      | 41     | 1      |
| 2020/21         | Bnei Jehoeda Tel Aviv | Vlag van Israël    | Ligat Ha'Al     | 27         | 0          | 1     | 1     | 0              | 0              | 0      | 0      | 28     | 1      |
| Carrière totaal | Carrière totaal       | Carrière totaal    | Carrière totaal | 302        | 9          | 25    | 1     | 32             | 2              | 4      | 0      | 363    | 12     |